# Oneida grisiella
Oneida grisiella är en fjärilsart som beskrevs av M. Alma Solis 1991. Oneida grisiella ingår i släktet Oneida och familjen mott. Inga underarter finns listade i Catalogue of Life.